# (1217) Максимилиана
(1217) Максимилиана — астероид главного пояса. Астероид был открыт 13 марта 1932 года бельгийским астрономом Эженом Дельпортом в обсерватории Уккел и назван в честь выдающегося немецкого астронома Максимилиана Вольфа.
Период обращения вокруг Солнца у этого астероида составляет  3,609 земных года.